# Туризм в Ивановской области

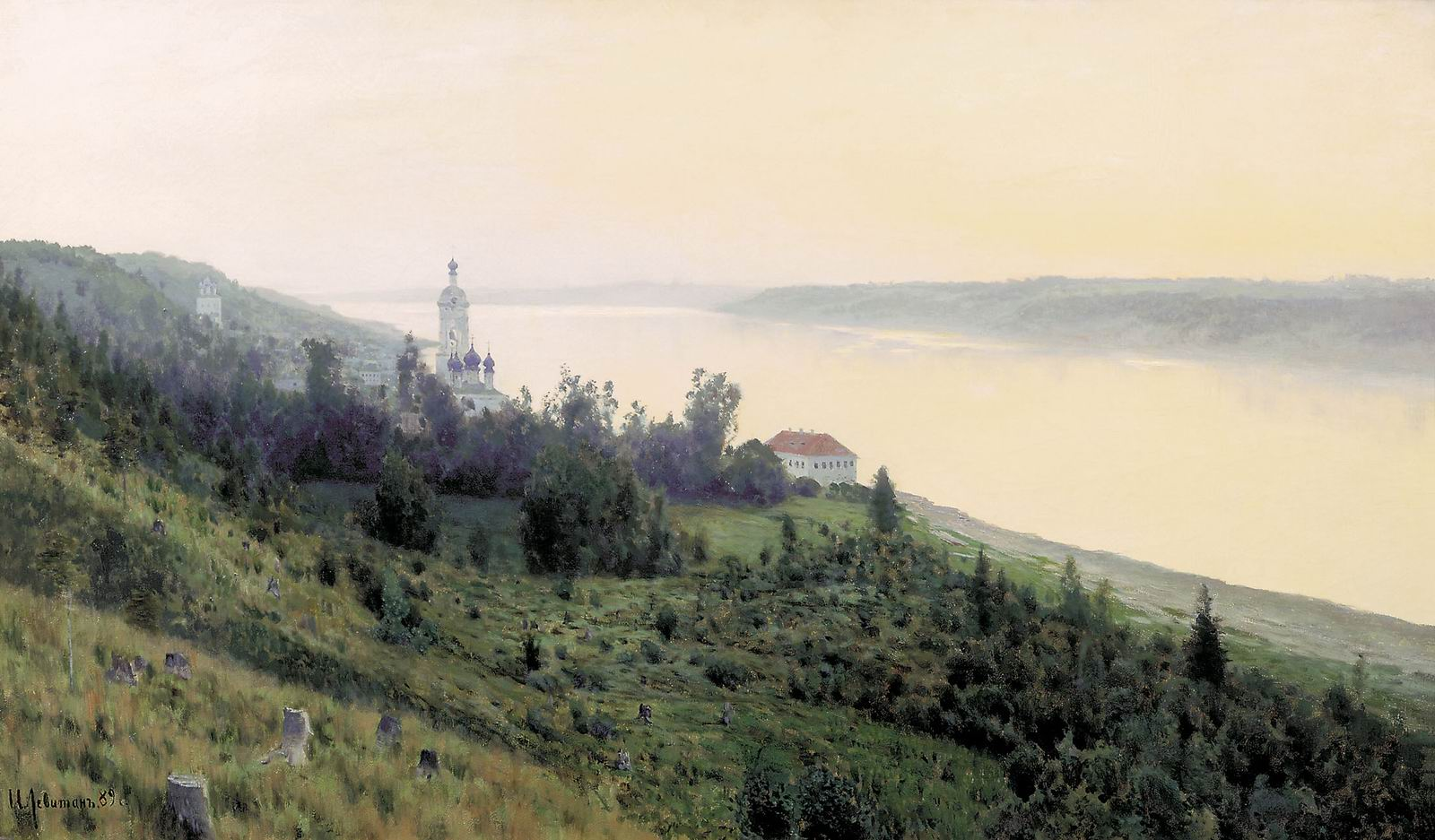
«Вечер. Золотой Плёс». Картина И.И. Левитана

Туризм в Ивановской области — отрасль экономики Ивановской области.

## Достопримечательности

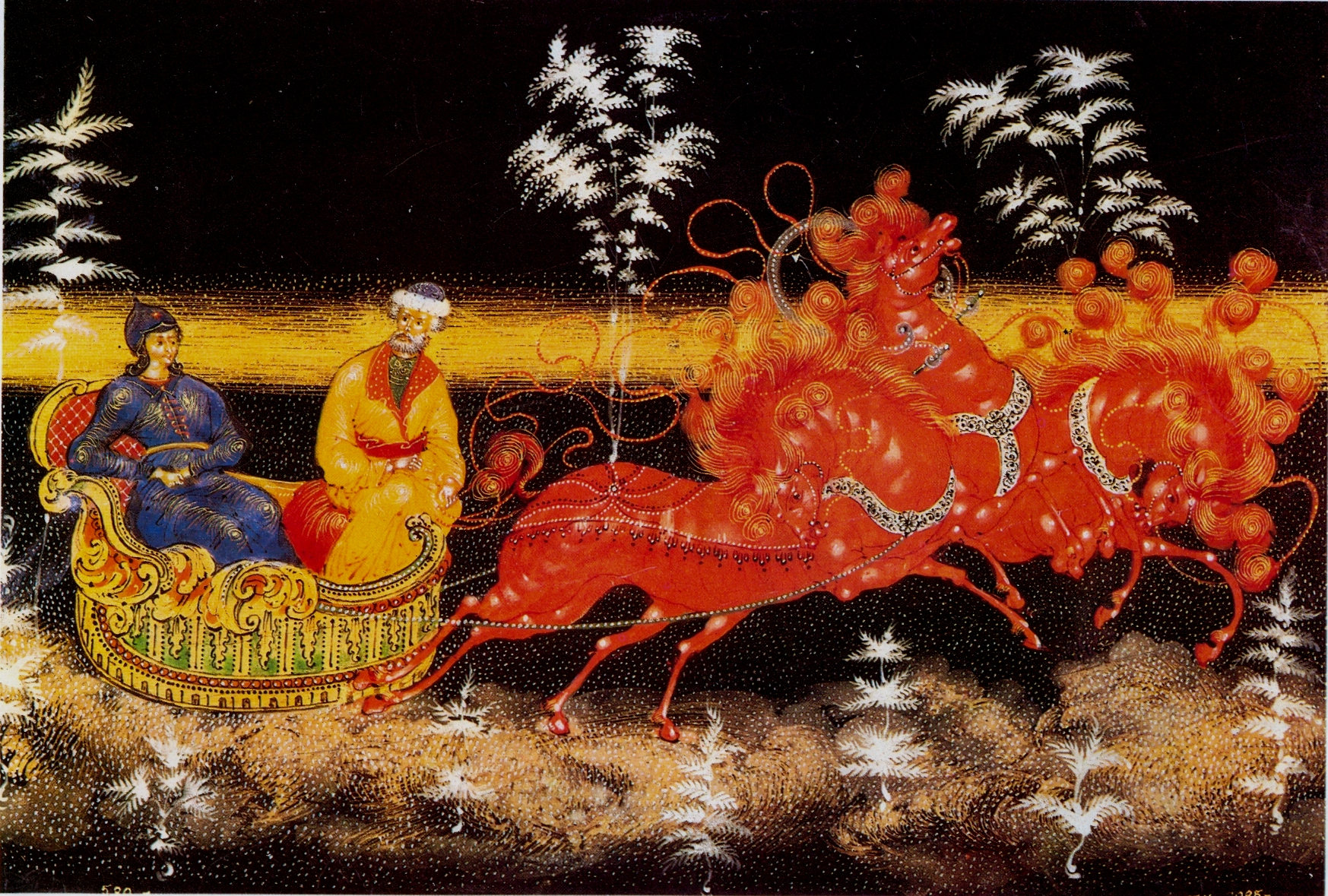
Палехская миниатюра «Тройка»

Ивановская область входит в маршрут «Золотое кольцо». Одним из её туристических центров является «город невест» Иваново, который посещают приблизительно 200 тысяч человек (2011). Пользуются популярностью шоп-туры с целью покупки ивановского текстиля жителями соседних регионов. Развивается автотуризм благодаря жителям Москвы и Подмосковья, приезжающим в область на 1-3 дня.
В области находится город-музей и климатический курорт Плёс, принимающий ежегодно около 450 тысяч гостей. Музейная составляющая туристической привлекательности города связана с именем живописца Исаака Левитана. Другие историко-культурные города — Кинешма, Юрьевец («Асафовы горы») и Вичуга.
Историческое село Мугреево-Никольское — родовая вотчина князя Пожарского, посёлки Холуй и Палех — центры лаковой миниатюры и иконописи, где располагаются мастерские художников и музеи, город Шуя — вотчина князей Шуйских.
С литературой связаны Талицы (родина Марины Цветаевой), Шуя — родина поэта Константина Бальмонта и город Фурманов, где родился автор романа «Чапаев» Д. А. Фурманов. История кинематографа имеет отношение к режиссёру Андрею Тарковскому. В Юрьевце расположен музей его имени.
В Гавриловом Посаде на конезаводе разводят породу лошадей Владимирский тяжеловоз.

## Круизы по Волге
Одним из наиболее перспективных направлений считается круизный туризм.

## Горнолыжный туризм
Под Плёсом расположен горнолыжный комплекс «Милая гора».

## Паломничество
- Благовещенский монастырь (Дунилово)
- Борковская пустынь (утрачен, восстанавливается)
- Введенский монастырь (Иваново)
- Воскресенско-Фёдоровский монастырь при селе Сергееве, в 11 км к югу от города Шуи.
- Всехсвятский единоверческий монастырь (Шуя)
- Ермолинская пустынь
- Золотниковская пустынь
- Кривоезерский монастырь (близ Юрьевца, утрачен)
- Макариев-Решемский женский монастырь в селе Решме Кинешемского района
- Монастырь Сошествия Креста
- Николо-Шартомский монастырь в селе Введенье и Свято-Тихоново-Лухский монастырь недалеко от посёлка Лух.
- Никольский монастырь (Приволжск)
- Свято-Николо-Тихонов монастырь
- Святоезерская пустынь
- Спасо-Кукоцкий монастырь
- Успенский монастырь (Дунилово)
- Успенский монастырь (Иваново)

## Событийный туризм
- Международный кинофестиваль «Зеркало» имени Андрея Тарковского

## Промыслы
- Палехская миниатюра
- Холуйская миниатюра

## Статистика
В области действуют 150 туристических фирм, около 100 коллективных средств размещения, а также различные объекты коллективного размещения на 4 830 мест. По итогам 2012 года область посетили порядка 1,29 млн внутренних туристов.